# Hermann Funke (Ingenieur)

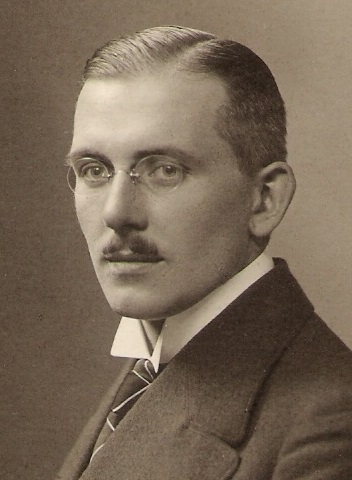
Hermann Funke, 1913

Hermann Georg Funke (* 10. März 1884 in Flensburg; † 14. Oktober 1970 in Berlin (West)) war ein deutscher Ingenieur, Manager und Wirtschaftswissenschaftler.

## Leben
Nach dem 1902 bestandenen Abitur am Real-Gymnasium in Magdeburg absolvierte Hermann Funke von 1902 bis 1903 eine Ausbildung zum Maschinenbauer im Grusonwerk in Magdeburg. Danach studierte er von 1903 bis 1908 Maschineningenieurwesen an der Königlichen  Technischen Hochschule zu Berlin. Nach dem Erwerb des Diploms arbeitete er zunächst als Konstrukteur bei der Friedrich Krupp AG und von 1909  bis 1911 bei der Firma Weise & Monski in Halle als Konstrukteur für Zentrifugalpumpen. Von April bis Dezember 1911 betätigte sich Funke als Assistent des Betriebsingenieurs bei der Grubenverwaltung der A. Riebeck’schen Montanwerke AG. Von Dezember 1911 bis August 1914 arbeitete er zuletzt als Oberingenieur für Kreiselpumpen bei der Firma Weise Söhne in Halle.
Mit dem Ausbruch des Ersten Weltkriegs im August 1914 wurde er als Leutnant der Reserve zum Kriegsdienst herangezogen und kam sowohl an der Front in Belgien und Frankreich als auch im Rahmen der Mackensenoffensive im Osten zum Einsatz. Nach Teilnahme an der Schlacht bei Verdun wurde Funke im Dezember 1916 durch A. Borsig reklamiert und blieb dort bis nach Kriegsende im Dezember 1918 als Betriebsleiter in der Lokomotivenfabrik für die kriegswichtige Produktion (Lokomotiven, Torpedo-Armaturen) tätig.
Von Anfang Januar 1919 bis Ende Juni 1920 war Funke Betriebsleiter bei Daimler in Stuttgart-Untertürkheim. Von 1920 bis 1921 übte er als technischer Direktor des Erfurter Werks eine leitende Funktion in der Deutschen Werke AG aus. Von 1921 bis 1925 saß Funke als Mitglied im Vorstand desselben Unternehmens in Berlin. Hermann Funke war ab 1925 Mitglied des Aufsichtsrats der Deutschen Werke AG in Berlin sowie Delegierter des Aufsichtsrats der Deutschen Spinnereimaschinenbau AG in Ingolstadt und der Deutschen Präzisionswerkzeug AG in Amberg. 1926 wechselte er in den Vorstand der Mannesmann-MULAG in Aachen, dem er bis 1928 angehörte. Er bekleidete dort die Position eines Generaldirektors. 1929 stand er im Auftrag des Aufsichtsrats der Werft Übigau AG und machte sich mit Beginn der Weltwirtschaftskrise selbstständig. Er trat seither als freier Unternehmensberater in Erscheinung. Im Todesjahr seines Schwiegervaters Otto Feuerlein 1930 nahm er das Studium der Wirtschaftswissenschaften auf und promovierte 1934 an der TH Berlin zum Doktor-Ingenieur, übernahm dort ab 1935 einen Lehrauftrag für Wirtschaftswissenschaften und wurde im März 1940 zum Honorarprofessor ernannt. Bis zum Ende des Zweiten Weltkriegs war er als Honorarprofessor für Betriebswirtschaftslehre an der Fakultät I für Allgemeine Wissenschaften tätig.
Nach Kriegsende und vor der Währungsreform beriet Funke den Ullstein Verlag und den Gesamtmagistrat von Berlin. Seit 1950 war er als Wirtschaftsberater hauptsächlich für die BEWAG im Westteil von Berlin tätig. Als Dozent unterrichtete er wieder an der nun Technischen Universität Berlin von 1946 bis 1964 in den Fächern Industriebetriebslehre, Kostenrechnung, Betriebswirtschaft, Buchhaltung und Betriebsabrechnung. Seine wissenschaftlichen Schwerpunkte lagen somit im Bereich des industriellen Rechnungswesens und in betriebswirtschaftlichen Fragen des Maschinenbaus.

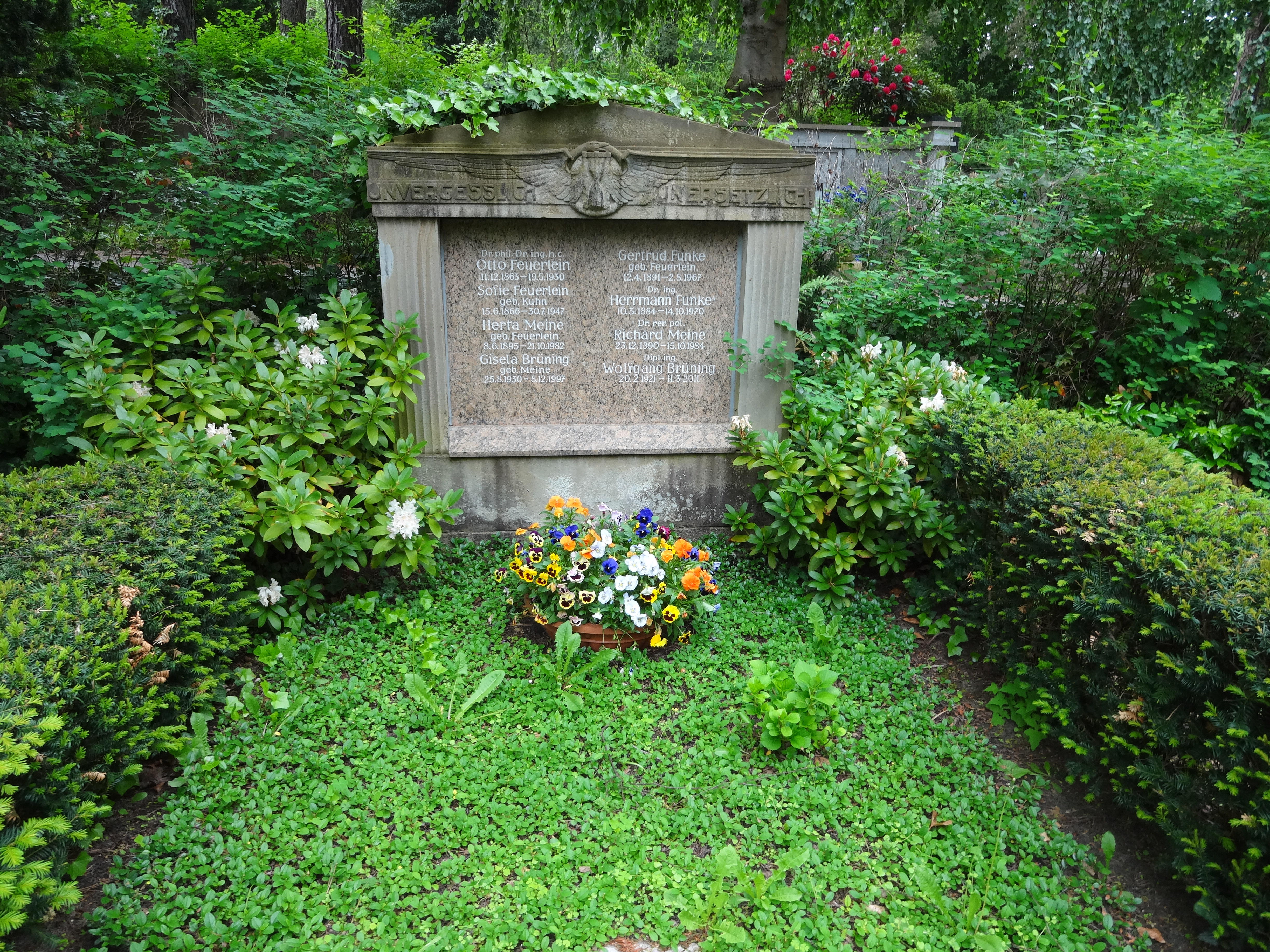
Grabstätte des Hermann Funke auf dem Friedhof Heerstraße in Berlin (mit der standesamtlich gültigen Schreibweise des Vornamens, die er für seine Veröffentlichungen so nicht verwendete)

Er ist auf dem Friedhof Heerstraße bestattet.

## Familiärer Hintergrund
Die Vorfahren von Hermann Funke stammten ursprünglich aus Ohrdruf und lassen sich dort seit Beginn des 17. Jahrhunderts nachweisen. Der dort geborene Urgroßvater Friedrich Wilhelm Funke (* 1785; † 1862) war Kaufmann, Reeder und russischer Konsul in Flensburg. Der Großvater August Ernst Eduard Funke (* 1813; † 1877) war Gutsbesitzer und Apotheker in Groß-Quern. Dessen Sohn Hermann Nicolai Funke (* 1848; † 1916) avancierte zum Oberingenieur und Prokuristen in Magdeburg und war seit 1881 verheiratet mit Elisa Martha Clara Fritsche (* 1863; † 1938). Deren 1884 in Flensburg geborener Sohn Hermann heiratete 1916 Gertrud Feuerlein (* 1891; † 1967), eine Tochter von Otto Feuerlein. Aus der Ehe von Hermann und Gertrud Funke entstammten zwei Söhne, darunter Werner Funke (* 1919; † 2016), von 1964 bis 1982 Prokurist des Elektrizitätswerkes in Nagold.

## Militärische Auszeichnungen
- September 1914 Eisernes Kreuz II. Klasse
- Mai 1915 Friedrich-August-Kreuz II. Klasse
- Mai 1916 Eisernes Kreuz I. Klasse

## Werke
Funke leistete Beiträge von großer Bedeutung zu verschiedenen Bereichen der Betriebswirtschaftslehre und des Rechnungswesens im Maschinenbau:
Bücher
- Kurzfristige Rechnung und Erfolgsspaltung in Maschinenfabriken. Konkordia, Bühl-Baden 1935.
- Industrielles Rechnungswesen. 2. Auflage. VDI, Berlin 1937.
- Die Betriebswirtschaft im Maschinenbau. Presse und Wirtschaft, Halle (Saale) 1940.
- mit Hans Blohm: Allgemeine Grundzüge des Industriebetriebes. Girardet, Essen 1952. (2. Auflage 1969)
- mit Konrad Mellerowicz (1. und 2. Auflage) und Hans-Günther Abromeit (2. Auflage): Grundfragen und Technik der Betriebsabrechnung. Berlin 1949. (2. Auflage: Haufe, Freiburg 1954, 3. Auflage. 1964)
- Die Betriebswirtschaft im Maschinenbau und in verwandten Industrien. 2. Auflage. Haufe, Freiburg 1955. (3. Auflage. 1964)

Als Beitrag zu Sammelwerken
- Grundlagen der Organisation in Fabrikbetrieben. Band II der Betriebshütte. Berlin 1954.

Aufsätze
Hermann Funke veröffentlichte wissenschaftliche Aufsätze in Fachzeitschriften, darunter:
- Autoritäre Marktregelung und Preisgesetzlichkeit. In: Zeitschrift für handwerkliche Forschung. 1935.
- Selbstanfertigung und Fremdbezug. In: Technik und Wirtschaft. 1936.
- Erfassung des Wertverlustes an Anlagen. In: Zeitschrift des VDI. 1936.
- Die heutige Kostenrechnung des industriellen Betriebs. In: Maschinenbau – Der Betrieb. 1940.
- Die kriegsbedingte Entwicklung der Betriebsrechnung. In: Maschinenbau – Der Betrieb. 1942.
- Was muß der Ingenieur vom Wirtschaftsbetriebe wissen. In: Elektrotechnik. 1942.
- mit R. Fischer: Materialverrechnung und Inventur. In: Elektrotechnik. 1943.
- Die Lohnrechnung. In: Elektrotechnik. 1943.
- Aufbau der industriellen Kostenrechnung. In: Elektrotechnik. 1943.

## Weblink
- Curriculum vitae im Catalogus Professorum der TU Berlin, abgerufen am 23. Juli 2020

| Personendaten    | Personendaten                             |
| ---------------- | ----------------------------------------- |
| NAME             | Funke, Hermann                            |
| ALTERNATIVNAMEN  | Funke, Hermann Georg (vollständiger Name) |
| KURZBESCHREIBUNG | deutscher Ingenieur                       |
| GEBURTSDATUM     | 10. März 1884                             |
| GEBURTSORT       | Flensburg                                 |
| STERBEDATUM      | 14. Oktober 1970                          |
| STERBEORT        | Berlin                                    |